# Dioscorea delavayi
Dioscorea delavayi là một loài thực vật có hoa trong họ Dioscoreaceae. Loài này được Franch. mô tả khoa học đầu tiên năm 1896.